# Phước Lập
Phước Lập là một xã thuộc huyện Tân Phước, tỉnh Tiền Giang, Việt Nam.

## Địa lý
Địa giới hành chính xã Phước Lập:
- Phía Đông giáp các xã Tân Lập 1, Tân Lập 2
- Phía Tây giáp huyện Châu Thành và các xã Mỹ Hạnh Đông, Tân Phú, thị xã Cai Lậy
- Phía Nam giáp xã Long Định
- Phía Bắc giáp thị trấn Mỹ Phước.

Xã Phước Lập có 34,76 km² (3,475.54 hécta) diện tích tự nhiên và dân số năm 2013 là 8.936 người.

## Lịch sử
Nghị định 68-CP ngày 11 tháng 7 năm 1994 về việc thành lập xã Phước Lập thuộc huyện Tân Phước thuộc tỉnh Tiền Giang.
Ngày 10 tháng 7 năm 2020, HĐND tỉnh Tiền Giang ban hành Nghị quyết số 11/NQ-HĐND về việc:
- Thành lập ấp Mỹ Hòa trên cơ sở Ấp 2 và ấp Long Hòa B.
- Thành lập ấp Mỹ Phú trên cơ sở ấp Mỹ Đức và ấp Mỹ Trường.